# Maison Robert
La maison Robert est une maison située sur la commune du Bouchet-Saint-Nicolas, dans le département français de la Haute-Loire en région Auvergne-Rhône-Alpes.

## Localisation
La maison est située sur la commune du Bouchet-Saint-Nicolas dans le département de la Haute-Loire, en région Auvergne-Rhône-Alpes.

## Historique
Cette bâtisse, avec une configuration quasiment carrée, arbore en façade des pierres de taille, parmi lesquelles certaines sont décorées de motifs sculptés en relief. La façade qui donne sur le jardin comporte un portail d'entrée, dont chaque pilier est agrémenté d'une sculpture de chien dressé, tandis que le linteau est orné de trois représentations stylisées de têtes humaines. L'angle sud-est de la construction présente des motifs liés à la chasse, notamment des chiens et un chasseur armé d'un fusil poursuivant un lapin aux côtés de ses chiens.

## Protection
La maison est inscrite partiellement au titre des monuments historiques par arrêté du 21 mars 1988.